# میدان روماشکینو
میدان روماشکینو (انگلیسی: Romashkino Field) از میدان‌های نفتی روسیه است، که در سال ۱۹۴۸ کشف شد. حجم ذخیره درجای نفت خام این میدان معادل ١٧،٢ میلیارد بشکه میباشد.